# Sonia (nombre)
Sonia es un nombre femenino que significa sabiduría y que aparece en muchos países del mundo, incluida Rusia, España y la India.
Su origen sería ruso, siendo un hipocorístico del nombre Sofía.
En hindi, el nombre deriva de Sona,[cita requerida] que significa ‘oro’, del sánscrito suvarna (siendo su: ‘buen’ + varna: ‘color’).

## Variantes ortográficas
Sonia tiene muchas variantes ortográficas, entre ellas:
- Sonia
- Sònia
- Sonja
- Sonje
- Sonni
- Sonnia
- Sonnie
- Sonnja
- Sonnje
- Sonnjea
- Sonya
- Txomina

Sonya y sus variaciones se encuentran ocasionalmente como apellidos en Inglaterra y la costa este estadounidense.

### Variación de Sofía
Sonia podría ser una variante del nombre griego Sofía, que cuenta con diversas variantes:
- Saffi
- Sofía
- Sofija
- Sofka
- Sofy
- Sophey
- Zofi
- Zofia
- Zofía
- Zofija
- Zofya
- Zosia.